# 杭州气候
杭州市属亚热带季风气候，由热带海洋气团与极地大陆气团交替控制，夏季高温多雨，冬季温和少雨，形成亚热带常绿阔叶林。

## 平均气候特征
杭州四季分明，春秋较短，冬夏较长，其中夏季最长，是最短的秋季时长的两倍以上。春季回暖始于惊蛰前后，且仍多冷空气，冷暖转换迅速；夏初有闷热高湿的梅雨，梅雨时长和梅雨量年际差异较大，平均始于6月中旬终于7月中旬；而后是晴热少雨的盛夏伏旱，也是台风影响的集中期，台风的影响个数与程度同有较大年际差异。霜降前后起至来年春季多受冬季风影响；秋季降水最少，多“秋高气爽”的天气；冬季以晴冷为主，有时有寒潮侵袭，降雪呈逐年减少的趋势，常年平均初雪日12月27日，雪日9.4天，年平均最大雪深6cm。
|          | 春季   | 夏季    | 秋季    | 冬季    |
| -------- | ------ | ------- | ------- | ------- |
| 起始日期 | 3月9日 | 5月16日 | 10月3日 | 12月2日 |
| 季节长度 | 68天   | 140天   | 60天    | 97天    |

杭州年平均气温17.5℃，且呈变暖趋势，21世纪以来均在17℃以上，2021年与2023年均高达18.8℃。年平均降水量1483.3毫米，年均雨日146.9天（全年约40%日子有降水）；降水主要集中在5—9月的汛期，每年浮动较大，最多年为最少年的2.5倍。年均日照时数1644.8小时，年较差同样较大，太阳能资源不稳定。
| 杭州市气象数据（平均数据统计自1991年至2020年，极端数据自1951年统计至今） | 杭州市气象数据（平均数据统计自1991年至2020年，极端数据自1951年统计至今） | 杭州市气象数据（平均数据统计自1991年至2020年，极端数据自1951年统计至今） | 杭州市气象数据（平均数据统计自1991年至2020年，极端数据自1951年统计至今） | 杭州市气象数据（平均数据统计自1991年至2020年，极端数据自1951年统计至今） | 杭州市气象数据（平均数据统计自1991年至2020年，极端数据自1951年统计至今） | 杭州市气象数据（平均数据统计自1991年至2020年，极端数据自1951年统计至今） | 杭州市气象数据（平均数据统计自1991年至2020年，极端数据自1951年统计至今） | 杭州市气象数据（平均数据统计自1991年至2020年，极端数据自1951年统计至今） | 杭州市气象数据（平均数据统计自1991年至2020年，极端数据自1951年统计至今） | 杭州市气象数据（平均数据统计自1991年至2020年，极端数据自1951年统计至今） | 杭州市气象数据（平均数据统计自1991年至2020年，极端数据自1951年统计至今） | 杭州市气象数据（平均数据统计自1991年至2020年，极端数据自1951年统计至今） | 杭州市气象数据（平均数据统计自1991年至2020年，极端数据自1951年统计至今） |
| 月份                                                                     | 1月                                                                      | 2月                                                                      | 3月                                                                      | 4月                                                                      | 5月                                                                      | 6月                                                                      | 7月                                                                      | 8月                                                                      | 9月                                                                      | 10月                                                                     | 11月                                                                     | 12月                                                                     | 全年                                                                     |
| ------------------------------------------------------------------------ | ------------------------------------------------------------------------ | ------------------------------------------------------------------------ | ------------------------------------------------------------------------ | ------------------------------------------------------------------------ | ------------------------------------------------------------------------ | ------------------------------------------------------------------------ | ------------------------------------------------------------------------ | ------------------------------------------------------------------------ | ------------------------------------------------------------------------ | ------------------------------------------------------------------------ | ------------------------------------------------------------------------ | ------------------------------------------------------------------------ | ------------------------------------------------------------------------ |
| 历史最高温 °C（°F）                                                      | 25.4 (77.7)                                                              | 28.5 (83.3)                                                              | 32.8 (91.0)                                                              | 35.1 (95.2)                                                              | 37.6 (99.7)                                                              | 39.7 (103.5)                                                             | 41.3 (106.3)                                                             | 41.9 (107.4)                                                             | 38.7 (101.7)                                                             | 38.4 (101.1)                                                             | 31.5 (88.7)                                                              | 26.5 (79.7)                                                              | 41.9 (107.4)                                                             |
| 平均最高温 °C（°F）                                                      | 17.6 (63.7)                                                              | 22.7 (72.9)                                                              | 26.9 (80.4)                                                              | 31.3 (88.3)                                                              | 34.2 (93.6)                                                              | 35.9 (96.6)                                                              | 38.5 (101.3)                                                             | 38.0 (100.4)                                                             | 35.3 (95.5)                                                              | 30.6 (87.1)                                                              | 26.2 (79.2)                                                              | 19.1 (66.4)                                                              | 38.9 (102.0)                                                             |
| 平均高温 °C（°F）                                                        | 8.6 (47.5)                                                               | 11.2 (52.2)                                                              | 15.9 (60.6)                                                              | 22.1 (71.8)                                                              | 26.9 (80.4)                                                              | 29.2 (84.6)                                                              | 34.0 (93.2)                                                              | 33.4 (92.1)                                                              | 28.7 (83.7)                                                              | 23.6 (74.5)                                                              | 17.7 (63.9)                                                              | 11.3 (52.3)                                                              | 21.9 (71.4)                                                              |
| 日均气温 °C（°F）                                                        | 5.3 (41.5)                                                               | 7.1 (44.8)                                                               | 11.1 (52.0)                                                              | 17.0 (62.6)                                                              | 22.0 (71.6)                                                              | 25.0 (77.0)                                                              | 29.3 (84.7)                                                              | 28.7 (83.7)                                                              | 24.5 (76.1)                                                              | 19.3 (66.7)                                                              | 13.3 (55.9)                                                              | 7.4 (45.3)                                                               | 17.5 (63.5)                                                              |
| 平均低温 °C（°F）                                                        | 2.4 (36.3)                                                               | 4.0 (39.2)                                                               | 7.6 (45.7)                                                               | 12.9 (55.2)                                                              | 18.0 (64.4)                                                              | 21.8 (71.2)                                                              | 25.6 (78.1)                                                              | 25.4 (77.7)                                                              | 21.4 (70.5)                                                              | 15.8 (60.4)                                                              | 10.0 (50.0)                                                              | 4.3 (39.7)                                                               | 14.1 (57.4)                                                              |
| 平均最低温 °C（°F）                                                      | −3.5 (25.7)                                                              | −1.7 (28.9)                                                              | 1.3 (34.3)                                                               | 6.3 (43.3)                                                               | 12.6 (54.7)                                                              | 17.5 (63.5)                                                              | 21.9 (71.4)                                                              | 21.6 (70.9)                                                              | 16.7 (62.1)                                                              | 9.9 (49.8)                                                               | 3.1 (37.6)                                                               | −2.4 (27.7)                                                              | −4.3 (24.3)                                                              |
| 历史最低温 °C（°F）                                                      | −8.6 (16.5)                                                              | −9.6 (14.7)                                                              | −3.5 (25.7)                                                              | 0.2 (32.4)                                                               | 7.3 (45.1)                                                               | 12.8 (55.0)                                                              | 17.3 (63.1)                                                              | 18.2 (64.8)                                                              | 12.0 (53.6)                                                              | 1.0 (33.8)                                                               | −3.6 (25.5)                                                              | −8.4 (16.9)                                                              | −9.6 (14.7)                                                              |
| 平均降水量 mm（）                                                        | 93.3 (3.67)                                                              | 89.8 (3.54)                                                              | 136.5 (5.37)                                                             | 113.7 (4.48)                                                             | 125.9 (4.96)                                                             | 262.6 (10.34)                                                            | 165.7 (6.52)                                                             | 173.1 (6.81)                                                             | 114.3 (4.50)                                                             | 73.6 (2.90)                                                              | 75.2 (2.96)                                                              | 59.7 (2.35)                                                              | 1,483.4 (58.4)                                                           |
| 平均降水天数（≥ 0.1 mm）                                                 | 12.4                                                                     | 11.5                                                                     | 15.0                                                                     | 13.8                                                                     | 13.3                                                                     | 15.4                                                                     | 12.2                                                                     | 13.7                                                                     | 11.2                                                                     | 8.1                                                                      | 10.6                                                                     | 9.7                                                                      | 146.9                                                                    |
| 平均降雪天数                                                             | 4.2                                                                      | 3.0                                                                      | 0.6                                                                      | trace                                                                    | 0                                                                        | 0                                                                        | 0                                                                        | 0                                                                        | 0                                                                        | 0                                                                        | 0.3                                                                      | 1.3                                                                      | 9.4                                                                      |
| 平均相對濕度（％）                                                       | 74                                                                       | 73                                                                       | 72                                                                       | 70                                                                       | 71                                                                       | 79                                                                       | 73                                                                       | 75                                                                       | 76                                                                       | 73                                                                       | 75                                                                       | 72                                                                       | 74                                                                       |
| 平均午後相對濕度（％）                                                   | 54                                                                       | 53                                                                       | 50                                                                       | 47                                                                       | 48                                                                       | 59                                                                       | 53                                                                       | 54                                                                       | 55                                                                       | 51                                                                       | 54                                                                       | 51                                                                       | 52                                                                       |
| 月均日照時數                                                             | 95.4                                                                     | 93.6                                                                     | 120.0                                                                    | 146.4                                                                    | 161.5                                                                    | 118.3                                                                    | 206.3                                                                    | 189.6                                                                    | 139.7                                                                    | 141.2                                                                    | 118.3                                                                    | 114.5                                                                    | 1,644.8                                                                  |
| 日均日照時數                                                             | 3.1                                                                      | 3.3                                                                      | 3.9                                                                      | 4.9                                                                      | 5.2                                                                      | 3.9                                                                      | 6.7                                                                      | 6.1                                                                      | 4.7                                                                      | 4.6                                                                      | 3.9                                                                      | 3.7                                                                      | 4.5                                                                      |
| 来源：中国气象局（备注：“午后相对湿度”这里指日最小相对湿度）             |                                                                          |                                                                          |                                                                          |                                                                          |                                                                          |                                                                          |                                                                          |                                                                          |                                                                          |                                                                          |                                                                          |                                                                          |                                                                          |

杭州夏季炎热，高温（≥35℃）事件发生频率较高，且呈逐渐增加的趋势，与福州、重庆一起被中国气象频道及民间称作新“三大火炉”。常年市区年均高温天数33天。
此外，考虑整个杭州市域，西部有天目山等山地丘陵，东北为钱塘江入海口受杭州湾洋面影响，整个杭州市域气候有垂直地带性差异和地区性差异；有山谷风和海陆风现象。即使在中心城区内，受西湖、西湖群山、半山等影响，仍有明显的地域小气候存在。

## 极端气候特征
杭州21世纪前未测得40℃以上的极端高温，2003年首次出现以来至今已共发生了37天。在2013年中國南方夏季高溫熱浪中，杭州成為高溫重災區，出现了14天最高氣溫超過40°C；2022年夏，遭遇了更严重的热浪，创下了连续高温35天，全年高温59天，极端高温41.8℃等的多项历史纪录。
杭州梅雨时节及台风影响时最可能有暴雨（24小时降水≥50mm）出现，极端降水频率呈逐年增加趋势，日降水量最大纪录为246.4mm（2013年10月7日为台风“菲特”所创造）。
杭州历史积雪纪录为2008年雪灾时创下的31cm。
1956年8月2日，受5612号台风温黛影响，杭州拱宸桥观测站（海拔5.3米，当时的杭州国家气象站所在地）最低气压陡降至958.7百帕，换算成海平面气压959.3百帕，这是杭州最低气压纪录。
| 站点   | 区站号 | 最高（℃） | 出现时间                              | 相关事件       | 最低（℃） | 出现时间   | 相关事件       |
| ------ | ------ | --------- | ------------------------------------- | -------------- | --------- | ---------- | -------------- |
| 杭州   | 58457  | 41.9      | 2024-08-03                            |                | -9.6      | 1969-02-06 |                |
| 萧山   | 58459  | 42.2      | 2003-07-25/08-01、2013-07-30          | 2013年中国高温 | -15.0     | 1977-01-05 | [ 24 ]         |
| 富阳   | 58449  | 42.8      | 2013-08-10                            | 2013年中国高温 | -14.4     | 1977-01-05 | [ 26 ]         |
| 建德   | 58544  | 42.9      | 1971-07-31                            |                | -9.5      | 1955-01-11 |                |
| 临安   | 58448  | 42.1      | 1995-07-20                            |                | -13.4     | 1991-12-29 |                |
| 桐庐   | 58542  | 42.2      | 2017-07-24                            | 2017年中国高温 | -10.0     | 2016-01-25 | 2016年东亚寒潮 |
| 淳安   | 58543  | 41.8      | 1966-08-08                            |                | -7.6      | 1969-02-06 | [ 28 ]         |
| 天目山 | 58445  | 30.6      | 1966-08-04、1978-07-05/09、1988-07-18 |                | -20.6     | 1958-01-16 |                |

| 月份 | 最低（℃） | 出现时间                    | 相关事件                   | 最高（℃） | 出现时间                  | 相关事件       |
| ---- | --------- | --------------------------- | -------------------------- | --------- | ------------------------- | -------------- |
| 1月  | -8.6      | 1977年1月5日                |                            | 25.4      | 2017年1月29日             |                |
| 2月  | -9.6      | 1969年2月6日                |                            | 28.5      | 2009年2月13日             |                |
| 3月  | -3.5      | 1951年3月3日                |                            | 32.8      | 2007年3月31日             |                |
| 4月  | 0.2       | 1972年4月1日                |                            | 35.1      | 2023年4月17日             | [ 29 ]         |
| 5月  | 7.3       | 1951年5月2日                |                            | 37.6      | 2018年5月16日             | [ 30 ]         |
| 6月  | 12.8      | 1987年6月7日/8日            |                            | 39.7      | 1951年6月21日             |                |
| 7月  | 17.3      | 2015年7月7日                | 1509超强台风“灿鸿”外围影响 | 41.3      | 2017年7月24日             | 2017年中国高温 |
| 8月  | 18.2      | 1955年8月31日               |                            | 41.9      | 2024年8月3日              |                |
| 9月  | 12.0      | 1966年9月26日/1987年9月27日 |                            | 38.7      | 1995年9月7日/2003年9月7日 |                |
| 10月 | 1.0       | 1958年10月27日              |                            | 38.4      | 2022年10月3日             | 2022年中国高温 |
| 11月 | -3.6      | 1956年11月25日              |                            | 31.2      | 1952年11月11日            |                |
| 12月 | -8.4      | 1991年12月29日              |                            | 26.5      | 1968年12月2日             |                |

| 月份 | 日降水（mm） | 出现时间       | 相关事件             | 月降水（mm） | 相关事件 |
| ---- | ------------ | -------------- | -------------------- | ------------ | -------- |
| 1月  | 56.7         | 1984年1月18日  |                      |              |          |
| 2月  | 50.0         | 1973年2月26日  |                      |              |          |
| 3月  | 60.6         | 1960年3月24日  |                      |              |          |
| 4月  | 90.3         | 1986年4月10日  |                      |              |          |
| 5月  | 141.6        | 1954年5月19日  |                      |              |          |
| 6月  | 136.4        | 1996年6月30日  |                      |              |          |
| 7月  | 109.6        | 1997年7月30日  |                      |              |          |
| 8月  | 133.3        | 2019年8月10日  | 1909超强台风“利奇马” |              |          |
| 9月  | 189.3        | 1963年9月12日  |                      |              |          |
| 10月 | 246.4        | 2013年10月7日  | 1323强台风“菲特”     |              |          |
| 11月 | 66.8         | 1981年11月1日  |                      |              |          |
| 12月 | 53.2         | 2013年12月16日 |                      |              |          |

| 排名 | 最高气温（℃） | 出现时间   | 相关事件       | 排名 | 最低气温（℃） | 出现时间   | 相关事件       |
| ---- | ------------- | ---------- | -------------- | ---- | ------------- | ---------- | -------------- |
| 1    | 41.9          | 2024-08-03 |                | 1    | -9.6          | 1969-02-06 |                |
| 2    | 41.8          | 2022-08-16 | 2022年中国高温 | 2    | -8.6          | 1977-01-05 |                |
| 3    | 41.6          | 2013-08-09 | 2013年中国高温 | 3    | -8.4          | 1991-12-29 |                |
| 4    | 41.3          | 2017-07-24 | 2017年中国高温 | 4    | -8.2          | 2016-01-25 | 2016年东亚寒潮 |
| 4    | 41.3          | 2022-08-15 | 2022年中国高温 | 4    | -8.2          | 1969-02-05 |                |
| 6    | 41.2          | 2013-08-07 | 2013年中国高温 | 6    | -8.0          | 1977-01-06 |                |
| 6    | 41.2          | 2013-08-08 | 2013年中国高温 | 6    | -8.0          | 1967-01-16 |                |
| 6    | 41.2          | 2017-07-25 | 2017年中国高温 | 6    | -8.0          | 1955-01-11 |                |
| 6    | 41.2          | 2022-08-13 | 2022年中国高温 | 9    | -7.8          | 1977-01-31 |                |
|      | 41.0          | 两日       |                | 10   | -7.7          | 1957-02-10 |                |

| 排名 | 最大日降水（mm） | 出现时间   | 相关事件             |
| ---- | ---------------- | ---------- | -------------------- |
| 1    | 246.4            | 2013-10-07 | 1323强台风“菲特”     |
| 2    | 191.3            | 2007-10-08 | 0715超强台风“罗莎”   |
| 3    | 189.3            | 1963-09-12 |                      |
| 4    | 157.2            | 1962-09-05 |                      |
| 5    | 141.6            | 1954-05-19 |                      |
| 6    | 136.4            | 1996-06-30 |                      |
| 7    | 133.3            | 2019-08-10 | 1909超强台风“利奇马” |
| 8    | 127.2            | 1990-08-31 |                      |
| 9    | 125.1            | 1961-06-09 |                      |
| 10   | 121.6            | 1956-08-02 |                      |

## 重要天气气候事件

### 1980年代
1986—1987年东亚冬季风偏弱，全国大部迎来强暖冬，杭州亦然。但1987年春季受低温冷害侵袭。全年平均气温在15.4℃—16.8℃之间。

### 2018年
1月末，受冬季风异常影响，中国大陆南方出现少见的大范围持续性低温雨雪冰冻天气。1月24日至2月1日，全市普降中到大雪，1月28日积雪深度达13厘米，为21世纪第3位。
3月4日受准静止锋南侧暖气团控制，日最高气温达30.1℃，突破3月上旬历史纪录；傍晚锋线南压，冷暖气流交汇引发飑线，全市出现大范围8~10级、局部11~13级大风，并伴有强雷电和降水。
受副热带高压异常偏北与华北气旋南侧暖气团影响，5月中旬浙江全省出现罕见高温。5月15日，杭州最高气温达36.5℃，与月最高纪录持平。5月16日，高温达37.6℃，打破5月历史纪录。14—18日高温持续5天，为5月史上“绝无仅有”。高温至杭城出现首例热射病患者。
春三月平均气温达18.7℃（偏高2.7℃），打破历史纪录。
6月19日—20日，杭州迎入梅以来首场暴雨，全市平均雨量76.8毫米，部分城区小时雨强接近100毫米。
受副热带高压高压异常偏北影响，夏季台风不断侵袭浙沪沿海。8月2日—3日，第12号台风“云雀”登陆上海并影响杭州。8月12日—13日，第14号强热带风暴“摩羯”登陆台州温岭并斜穿杭州，全市普降大到暴雨。8月17日，第18号热带风暴“温比亚”登陆上海并影响杭州。此外，第8号台风“玛利亚”、第10号强热带风暴“安比”和第19号台风“苏力”也影响到杭州东部。台风影响个数（6个）较常年（1.5个）明显偏多。
11月27日—12月3日，杭州出现连续雾霾天气过程，连续7天发布大雾预警信号突破历史纪录。
12月7日—9日，受强冷空气影响，杭州出现雨转雪天气，积雪深度达12厘米。不过9日下午起气温回升，再度转雨，未造成持续冰冻。
年末元旦假期首日12月30日下午，再度迎来降雪，被媒体称作“2018压轴之雪”。
全年平均能见度13.8千米，较上年提高2.2千米，60%以上天数平均能见度在10千米以上，连续5年呈改善趋势。《杭州年鉴（2019）》将“能见度明显提高”列为2018年十大天气气候事件之首。

### 2019年
1—2月，受大气环流异常等影响，中国南方地区出现罕见阴雨寡照天气，被中国气象局列为2019年全国十大天气气候事件之首。2018年12月1日至2019年3月9日，杭州雨日比常年偏多一倍以上，雨量偏多200%左右。连阴雨致道路出现坑洼。
8月10日凌晨，第9号超强台风“利奇马”以巅峰强度16级（52米/秒）登陆浙江温岭，为仅次于0608号“桑美”和5612号“温黛”登陆浙江省第三强的台风，被浙江省气象台列为2019年十大天气气候事件之首。台风中心纵穿杭州，市气象台启动Ⅰ级应急响应。全市工地停工，10万建筑工人转移。
全年平均气温18.1℃（偏高1.1℃），是2000年以后第20个连续偏暖年份，气候变暖持续。

### 2020年
2月15日，受寒潮影响，全市降温10—12℃，山区出现降雪。
19—20年冬三月杭州气温创下历史最高纪录。最低气温低于0℃天数仅1天，创下历史最少纪录；极端最低气温创下历史最高纪录。总的来说为有气象纪录以来最强暖冬。
3月末受寒潮影响。3月26日，多地出现雷雨大风和局地小冰雹；3月27日全市降温13—16℃；3月29日，大部最低气温降至4℃以下，山区冰点以下，甚至出现雨夹雪或雪，局部积雪。寒潮对茶叶生产造成影响。
2020年夏季，中国大陆遭遇了有记录以来雨量最大、时间最长的梅雨季。杭州所在的长江中下游梅雨区于6月9日入梅（较常年偏早5天），7月31日出梅（偏晚15天），梅雨期长达52天（偏长20天）。新安江水库水位达到历史最高值，建成以来首次九孔全开泄洪，泄洪流量达到“半小时一个西湖”的程度。
出梅后以晴热天气为主，特别是8月9日—24日出现持续晴热高温天气，有6天最高气温超过38℃。8月全月杭州降水0mm，为有史以来首次，造成农业干旱。
全年未受台风影响。第4号台风“黑格比”虽登陆浙江（乐清）但并未影响至杭州。
12月29日中午起，受强寒潮影响，全市出现低温雨雪冰冻天气，过程降温10—13℃。
全年平均气温达18.3℃（偏高1.3℃），有七个月的平均气温较常年偏高2℃以上。浙江省气象台将“年平均气温异常偏高”列为2020年十大天气气候事件之首。

### 2021年
继上年末遭遇寒潮后，1月初，受“双拉尼娜”事件助推，杭州再度迎来强寒潮，出现连续低温天气；其中1月8日最低气温达-6.4℃，为近三十年来1月第二低，仅次于2016年大寒潮。低温对城市供水系统造成损害。
7月23—28日，第6号强台风“烟花”持续影响杭州，滞留时间超100小时，全市面雨量达199mm。
8月10日—17日盛夏期间，在台风“烟花”和冷空气的先后打击下，副热带高压重新南退至梅雨季的位置，准静止锋盘踞江淮，杭州再次进入梅雨季，出现“二度梅”。在无台风的情况下，杭州在8月出现连阴雨天气实属罕见，8天降水量达265.7mm，打破历史同期纪录。
9月12日—13日，第14号超强台风“灿都”影响杭州，全市面雨量42mm。
夏末（9月1日至10月4日期间），杭州市高温不散，包括建德、桐庐在内的多个气象站气温打破10月历史纪录。国庆节7天平均气温达27.2℃，是历史最热的一个国庆假期。异常高温导致桂花直至10月下旬才大范围盛开（比往年推迟1个月左右）。杭州市气象局根据公众投票数据将“‘秋老虎’威力大，桂花迟迟不开花”列为当年十大天气气候事件之首。
全年平均气温升至18.8℃（较常年，这年起应按1991—2020年平均算，偏高1.3℃），创下历史纪录。

### 2022年
年初，杭州共出现5轮降雪天气，平原地区由于气温多在零上，雪融化快，而山区积雪深度为近年罕见。
2022年夏，中国中东部出现了有纪录以来最强高温过程。7月12日，杭州市最高气温即达40.3℃，打破一年中最早出现40℃及最早发布高温红色预警的历史纪录，也是2017年六年以来再次出现40℃。7月20日至8月23日，杭州市连续35天最高气温超过35℃，打破最长连续高温纪录；累计全年高温日数59天，打破了2013年53天的纪录；40℃以上的极端高温天数14天，与2013年并列第一。8月14日最高气温达41.8℃，打破极端高温纪录。总的来说，这也是杭州市有历史纪录以来最严重的高温事件。
10月初，中国大陆再迎历史最强10月热浪。杭州10月2日最高气温37.7℃，10月3日达38.4℃，接连大幅打破10月最高纪录、历史最晚高温纪录。不过随后强冷空气来袭，5日早晨气温骤降至16.5℃，自此入秋。
7—10月，杭州持续遭遇了近100天伏秋连旱天气，为历史最严重干旱灾害。气象部门进行人工增雨共达113次。

2022年12月1日下午浙江大学紫金港校区的雪景

11月28日至12月1日，受强冷空气影响，最高气温从18.9℃跌至1.2℃；全市先后出现雷暴、寒潮大风，至30日中午起普降大雪，是十三年来最早的初雪。
全年平均气温达18.5℃，位列历史第二高。浙江省气象局将“年气温偏高、降水偏少，全年气候异常多变”与“高温来的早、去的晚，热浪异常难出门”列为2022年第一与第二大天气气候事件。

### 2023年
|          | 春季    | 夏季    | 秋季    | 冬季     |
| -------- | ------- | ------- | ------- | -------- |
| 起始日期 | 2月28日 | 5月13日 | 10月6日 | 12月12日 |
| 早晚等级 | 偏早    | 正常    | 正常    | 偏晚     |
| 季节长度 | 74天    | 146天   | 67天    | 62天     |
| 长短等级 | 偏长    | 偏长    | 偏长    | 异常偏短 |

在春季的4月17日，杭州最高气温即达35.1℃，打破了4月最高纪录，也是历史上最早的高温日。
| 入梅日 | 6月16日 | 偏晚2天               |
| 出梅日 | 7月24日 | 偏晚8天               |
| 梅雨期 | 38天    | 偏长6天               |
| 梅雨量 | 335.2mm | 偏多53.2mm （+18.9%） |

夏季，杭州市所在的长江中下游梅雨区于6月16日入梅（偏晚2天），7月24日出梅（偏晚8天），梅雨期长度为38天（偏长6天）。其中7月15日至23日连续9天出现强对流天气，7月19日杭州市气象台发布暴雨红色预警，全市多处出现积水，部分地区引发小流域山洪。
7月28日，杭州市受到第5号超强台风“杜苏芮”的影响，发布了暴雨黄色预警。8月初，超强台风“卡努”靠近浙江沿海，其初期路径不确定性给杭州市带来防台压力，但之后近海急转北上，仅带来微弱外围影响。全年杭州仅受到了这两个台风的外围影响，相比常年台风影响不明显。
春夏秋季共出现了39个高温日，较常年偏多6天。尽管当年高温出现极早（4月17日），但夏季相比常年来说并不算太热，更是未出现前一年那样的极端热浪事件。
| 起始日   | 12月12日           |
| 早晚等级 | 偏晚               |
| 终止日   | （2024年） 2月11日 |
| 季节长度 | 62天               |
| 长短等级 | 异常偏短           |

12月14日，受寒潮“锋前增温”助推，杭州最高气温达25.3℃，打破了12月中旬历史纪录。受该股寒潮影响，16日相比两日前平均气温下降了14.5℃，全市多地出现了微弱的降霰、降雪天气。根据日平均气温反推，2023年末杭州的入冬时间为12月12日。受补充冷空气继续影响，杭州市持续低温天气，其中21—26日连续6天最低气温低于0℃，持续冰冻天气为近十年12月份最长，尤其是22日杭州站最低气温降至-5.4℃。期间西湖、钱塘江等开阔水域出现了少见的结冰现象。
尽管没有突出的高温热浪，但全年平均气温达18.8℃，较常年（17.5℃）偏高1.3℃，超过前一年，与2021年并列为历史最高；杭州市气象台将“年均气温最高，气候变暖持续”列为2023年十大天气气候事件之首。全年总降水量1167.2mm，较常年（1483.3mm）偏少2成，尤其是秋冬季明显少雨。全年共出现46个霾日，能见度较往年持续改善。全年光照充足，且未出现连阴雨；尽管年降水量偏少，但雨日分布较均匀，没有出现严重的农业旱情；农作物生长期积温较高，雨热搭配适宜，农业气象年景较好。

### 2024年
1月20日至23日，受当年首场全国型寒潮影响，杭州市出现持续冰冻天气，23日最低气温达-4.8℃。山区出现降雪；西湖再度结冰，部分结冰桥段因旅客安全问题封闭，西湖音乐喷泉暂停。由于寒潮深度南下，杭州位于南方雨雪冰冻天气核心区的北缘，在浙南地区乃至福州出现常年少见的降雪的情况下，杭州降雪并不明显。
1月31日至2月5日，受南北支槽同位相叠加影响，暖湿气流大量北上，中国大陆遭遇自2008年雪灾以来最强的大范围持续性低温雨雪冰冻天气。由于冷空气不强，长江中下游以南主要降雨，仅杭州西部山区出现少量冻雨、雨夹雪等天气，城区以降雨为主，并未明显受低温冰冻灾害影响，更不能与08年曾出现的31cm降雪相提并论。2月1日早晨，由于冷暖气流强烈交汇，杭州主城区迎来当年初雷；冬季打雷引发民众关注，“#杭州巨响”也冲上微博热搜。

#### 2024年春季
| 起始日   | 2月12日  |
| 早晚等级 | 异常偏早 |
| 终止日   | 5月16日  |
| 季节长度 | 95天     |
| 长短等级 | 异常偏长 |

2月12日，杭州入春，比常年提前近1个月（26天）。2月18日至22日，受强寒潮影响，中国中东部再度出现大范围雨雪低温冰冻天气。19日冷空气锋前杭州最高气温达25.5℃，接近初夏时节。21日受冷暖气流强烈交汇影响，杭州再度出现雷暴并发布雷电黄色预警。22—23日冷气团抵达杭州，由于逆温层的存在，杭州城区普降雨、霰、冻雨，未出现降雪；山区局部出现降雪，大部出现雨凇，其对龙井茶生产可能造成的影响引发关注。23日早晨最低气温降至-0.1℃，多处路面结冰，草地、房顶、屋顶等多处“积霰”，宛如积雪；地铁16号线首班车打滑，部分区间紧急停运并改公交接驳。18—24日一周，杭州全市平均降水量打破历史同期纪录。整个2月，杭州累计降水239.4 mm，较常年偏多166.3%，打破近50年来的纪录。
3月30日，最高温达31.9℃，后来成为当年整个春季的最高气温。当年4月，江南、华南频繁出现强对流天气。4月2日，中央气象台发布历史上首个强对流天气橙色预警（最高级），江南多省出现雷暴大风、冰雹等天气；杭州现普通对流过程，未出现类似南昌等地的严重灾情。4月30日，受高空槽东移、低涡切变和冷空气等先后影响，江南、华南等地强降雨集中至浙江一带，杭州现大雨与断崖式降温。整个4月，华南、江南等地多次出现强降雨过程，全国平均降水量历史第二，浙江省雨量亦历史第二；杭州雨日达23天，比常年多9.2天，打破历史纪录，总雨量（217.5mm）偏多86.3%，位居历史第三。持续阴雨寡照天气和变化多端的气温给农作物生长带来不利影响；浙江大学教授周伟军称本年农作物的品质将受影响。2024年4月全球为史上最热四月，而杭州月平均气温18.5℃，偏高1.5℃，位列历史第六。
立夏首日（5月5日），随着高空槽继续东移，江南、华南雨水显著减弱。6日凌晨后高空槽完全移出，4月中旬以来南方多轮密集强降雨过程结束。6日白天，浙江大部迅速回暖。11日凌晨，受西南暖湿气流在浙江减速影响，落雨至上午；下午至傍晚，受冷空气南下影响，再度转雨，11日20时—12日8时出现暴雨（33.6mm），12日上午逐渐停歇。5月15日，小股冷空气南下，不过降温不明显，以大风影响为主。5月16日早晨，最低气温降至13.3℃，但阳光较强，白天升温迅速。

#### 2024年夏季
| 起始日   | 5月17日           |
| 早晚等级 | 正常              |
| 季节长度 | （至今已304天）   |
| 长短等级 | （常年140天）     |
| 降水量   | （至今已535.1mm） |

5月17日，杭州（58457）当即入夏，接近常年同期（5月16日）。入夏首日最高温即达32.7℃，为当年以来最高温；第二日（18日）最高温32.9℃，再度成为当年以来最热。21日，最低温（22.3℃）成为当年以来最高，不过受偏东气流影响，云层较厚，最高温（27.2℃）为入夏来最低。23日起，上空受西南气流控制，最高温重回30℃以上。
5月26日，2024年南海夏季风爆发，标志着中国全面进入主汛期。26日早晨，杭州最低温（23.8℃）再创当年新高，至午后更迎来当年首个高温（35.5℃）；随后现局地强对流天气，西湖边北山街一棵法国梧桐被大风连根拔起。30日夜间至31日，第2号台风“马力斯”带动暖湿气流沿副热带高压边缘北上，与北侧冷空气结合形成准静止锋，杭州出现中到大雨过程。5月，全球气温再创历史新纪录。杭州平均气温21.9℃，与常年同期（22.0℃）持平；降水量143.7毫米。2024年春三月（3-5月），中国全国平均气温12.3℃，较常年同期（10.9℃）偏高1.4℃，创新历史纪录。
6月9日晚，一道准静止锋在江南南部形成并在副热带高压略北抬的影响下，随即向北摆动，杭州迎暴雨过程（9日20时—10日8时35.0mm）。10日（恰逢端午节），江南区进入当年梅雨季（杭州市南部桐庐、淳安、建德属江南区，而城区、临安、富阳属长江中下游区）。
| 入梅日 | 6月17日               |
| 出梅日 | 未定                  |
| 梅雨期 | （至7月3日共16天）    |
| 雨日   | （至7月3日共15天）    |
| 梅雨量 | （至7月3日共372.2mm） |

6月17日，长江中下游区开启2024年的梅雨季节，较常年偏晚3天。19日凌晨，雨带正式自江南北抬至长江中下游，白天（8—20时）现暴雨过程（30.3mm）。20日，109座水库开闸泄洪，包括6座大中型水库。21日，雨带略北抬，降水明显减弱；22日，最高温达34.6℃后现雷阵雨。

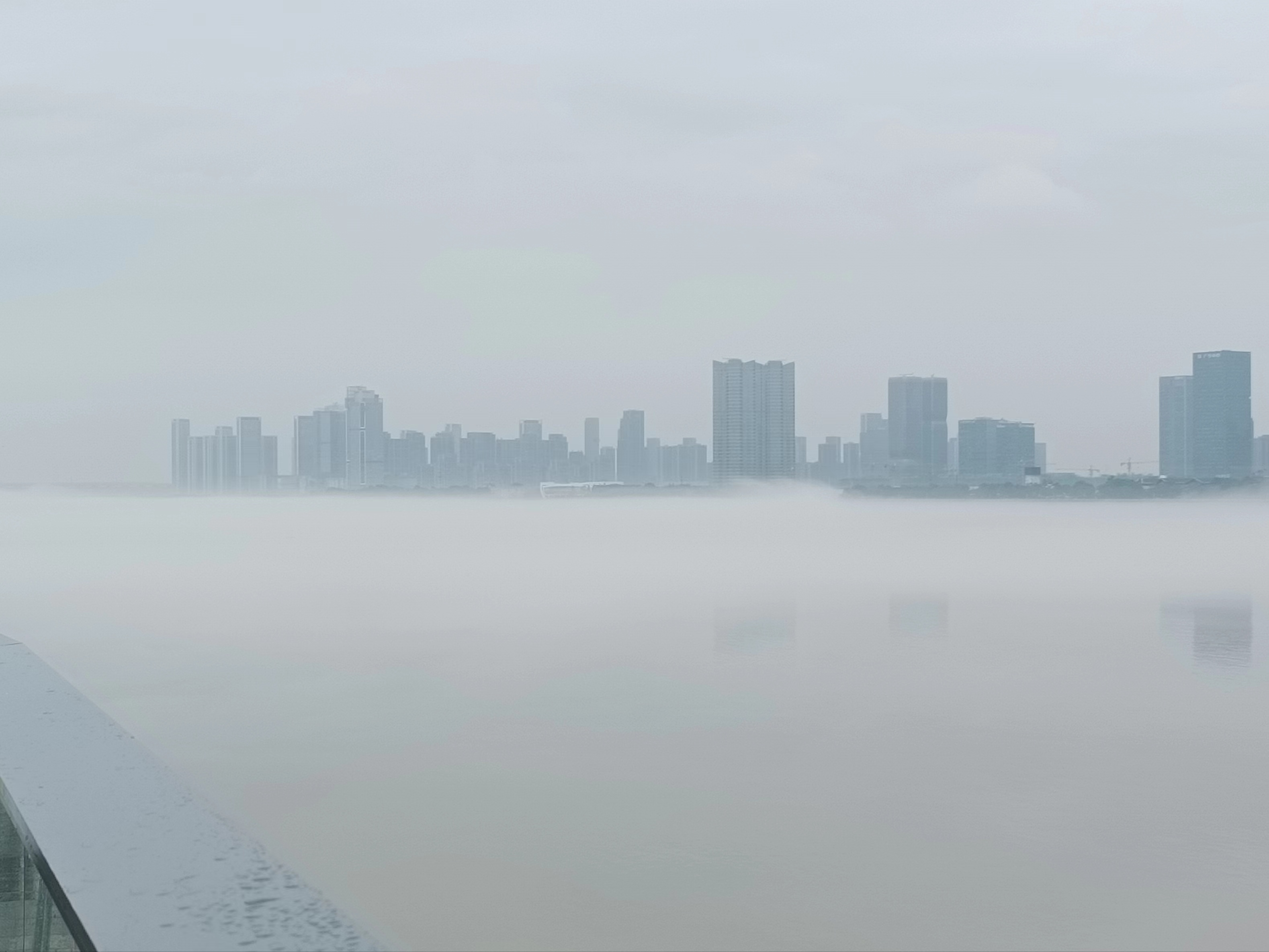
6月下旬末，受上游水库泄洪影响，钱塘江江水变冷，江面水汽凝结，形成平流雾

6月23日，梅雨锋南压，气温下降，并随着列车效应迎来大暴雨过程（119.2mm），其中6—7时、7—8时连续出现21.1mm、22.3mm的短时强降水。当日，杭州新安江水库自2020年以来再度泄洪，也是建成以来第8次泄洪（泄洪最终持续至7月4日）；此外，西湖也超了警戒水位。23日傍晚至24日，雨带略有南压，降水短暂减弱。24日10时，中央气象台挂起暴雨红色预警（至26日06时方解除），这是其历史上发出的第3个国家级暴雨红色预警（前两个分别在2011年台风“纳沙”和2023年台风“杜苏芮”在华北引发强降雨时发布）；当日，杭州市签发梅雨防御第1号指挥长令。25日白天（8—20时），再现暴雨（35.5mm）。当日下午，钱塘江发生当年第1号洪水。26日，市林水局启动水灾防御一级应急响应。当日，富春江富阳站水位达27年来最高。上午降水短暂减弱，但夜里随着高空槽过境、少量冷空气补充渗入，降水旋即加强；27日白天（8—20时）又现暴雨（31.9mm）。27日，临安青山水库水位已超过25年以来最高水位。
气象专家表示：自6月10日起，副热带高压稳定强大，边缘西南暖湿气流深入，配合低压系统，主雨带稳定；此外，梅雨锋上又常有强对流系统发展。这些原因共同导致了江南至华南北部长时间、大范围的暴雨。28日起，随着主雨带北抬，浙江省持续性大范围暴雨基本结束，汛情趋于平稳。自6月10日江南入梅至月底，长江流域降水为有记录以来第2多。自6月17日长江中下游入梅至29日，包括杭州在内的超80个国家级气象站累计雨量打破历史同期最高纪录。6月30日，受冷空气影响，梅雨带又有所南压，不过杭州仍处南缘，除西部北部局地暴雨外，包括城区在内的大部未出现强降雨。
7月2日，高温回归（36.2℃），因仍处雨带南侧的西南急流，傍晚出现了雷阵雨。随着副热带高压上陆，3日（37.0℃）、4日（37.7℃）、5日（38.9℃），最高气温接连突破当年新高。7日达39.1℃，再创新高。8日早晨最低气温29.9℃，达当年新高。4—8日，全市平均气温32.8℃打破历史同期纪录。随着副高减弱南退，北侧高空槽与冷空气开始影响，9日起，高温有所缓解，10日，主雨带又在长江中下游至四川盆地间形成，11日最高气温降至高温线下（34.2℃）并出现了午后雷雨。随着雨带很快北抬，15日高温回归。18日，浙江省气象台发布当年首个高温警报；当日，杭州高温（39.4℃）又创当年新高。20日，最低气温达30.2℃，创当年新高。大暑当日（21日），最低气温高达31.0℃，打破7月历史纪录，在整个观测史为第二高（仅次于2022年8月16日的31.3℃）；最高气温当年首次超过40℃，达40.4℃，余杭区高达42.3℃。21—23日，恰全球日均气温打破历史纪录。受第3号台风“格美”影响，24日起杭州高温有所缓解，当日最高温降至37.6℃。25日，杭州启动防台风Ⅳ级应急响应，西湖景区音乐喷泉等项目停止运行，最高气温降至高温线下（34.9℃），26日进一步降至31.0℃。27日起，随着“格美”减弱与渐远，气温重归高温线上（35.7℃）。31日，重回40.1℃。7月全月，全国平均气温突破历史纪录。
8月2日，杭州最高气温40.9℃创当年新高。3日，晨最低气温又达31.0℃，突破8月上旬乃至8月上半月历史纪录；午后14时33分最高气温冲至41.9℃，高于2022年8月14日的41.8℃，创下有气象记录以来极端最高气温纪录。4日晨最低气温达31.3℃，追平2022年8月16日的历史纪录，早晨8时26分气温即已升至35℃高温线；午后12点44分已达41.2℃，但随后出现热对流，大风暴雨，气温骤降10℃左右。